# Quádbol
El quádbol, antes conocido como quidditch, es un deporte no tradicional creado en 2005 en el que dos equipos de siete jugadores montados en escobas juegan en un campo del tamaño de una pista de hockey. El campo es rectangular y mide 60 metros por 44 metros y tiene 3 aros de diferentes alturas a cada lado del campo.El objetivo final es tener más puntos que el equipo rival cuando el flag, una pelota de tenis metida en una media colgada de la cintura de un jugador imparcial oficial (flag runner) vestido de amarillo, es capturada. Este deporte está gobernado por la International Quadball Association (IQA) y los eventos se organizan por la IQA, los comités continentales o los órganos de gobiernos nacionales.

## Historia
El quádbol tiene sus raíces en el deporte ficticio de Harry Potter Quidditch, y fue creado en 2005 en la Universidad de Middlebury  en Middlebury, Vermont, EE. UU. Ha crecido y se ha desarrollado como deporte propio después de once ediciones del reglamento para Estados Unidos y dos de la Asociación Internacional.

## Juego

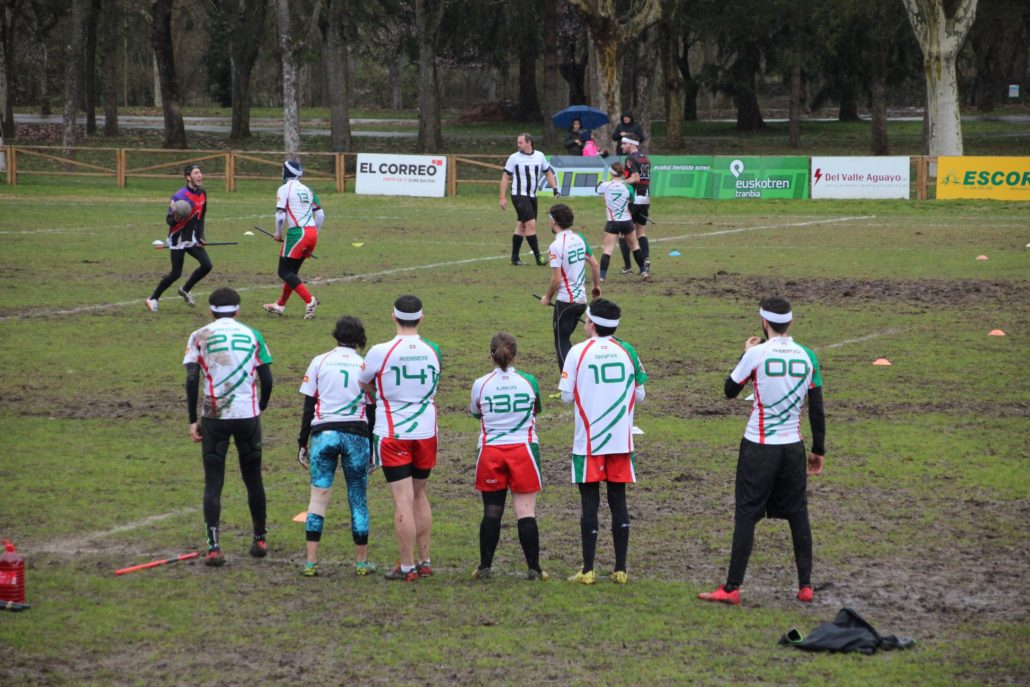
Partido de la Liga Norte de Quádbol entre Gasteiz Gamusins y Bizkaia Boggarts en el campo de rugby de Gamarra en Vitoria, País Vasco, el 18 de marzo de 2018.

Tres aros-portería son situados a cada lado del campo. Las porterías suelen ser tubos circulares montados sobre cañerías de PVC. Todos los jugadores deben llevar una escoba entre las piernas en todo momento, no llevarla es considerado falta. Un balón de voleibol es utilizado para anotar puntos, mientras que pelotas de balón prisionero se derribar a los rivales. El flag es una simple bola de tenis dentro de un calcetín atado a la parte posterior de la cintura del corredor de la snitch. En los últimos años ya se comercializan pantalones de flag con el flag colgando de un velcro adherido a la parte posterior de la cintura. El corredor de la snitch es un jugador neutral habitualmente vestido de amarillo. Una vez liberado, el corredor del flag puede moverse en la zona central entre las dos líneas de área de guardián.
El partido empieza con el balón de vóleibol colocado en el centro del campo y los balones de dodgeball colocados dos en el centro de la línea del área de guardián de cada equipo y la tercera a medio camino entre la banda y el balón de vóleibol. El partido comienza cuando el árbitro grita “Brooms Up!” ("¡Escobas arriba!"). El partido continúa hasta que el flag es atrapado. Cada gol vale 10 puntos y se otorgan 30 puntos al equipo que captura el flag y el equipo con mayor número de puntos gana. En el caso en el que el equipo que captura el flag empate el partido o siga por detrás, se pasa al tiempo extra o prórroga, en el que ambos equipos tendrán que alcanzar el marcador objetivo. El marcador objetivo se decide sumando 30 puntos a la cantidad de puntos que tiene el equipo que vaya por delante en el momento de la captura del flag.

## Jugadores
- Los Cazadores son los responsables de pasarse el balón de voleibol y anotar puntos, lanzando el balón de voleibol a través de los aros oponentes. Cada gol vale 10 puntos. Hay tres cazadores por equipo en el campo. Cuando un cazador es golpeado por un balón de dodgeball mientras lleva el balón de voleibol, debe dejarlo caer, desmontar de su escoba y volver a uno de sus aros antes de volver a participar en el juego. Los cazadores se identifican por una cinta blanca.
- Los Golpeadores intentan golpear a los jugadores del equipo contrario lanzando balones de dodgeball para neutralizarlos, a la vez que intentan evitar que el equipo contrario haga lo mismo. Hay dos golpeadores por equipo en el campo. En cada partido se usan 3 balones de dodgball para que cada equipo tenga, al menos, una disponible para usar. Los golpeadores se identifican por una cinta negra.
- El Buscador intenta atrapar el flag. El corredor del flag entra en el juego en el minuto 19 y los buscadores en el 20. Hay un buscador por equipo en el campo y se le identifica por una cinta amarilla.
- El Guardián que tiene por objetivo prevenir que los oponentes lancen, pateen o de cualquier manera pasen el balón de voleibol a través de los aros de su equipo.

El número de jugadores es de 7 jugadores o jugadoras por equipo.

## Equipamiento
El partido se juega con seis aros verticales, tres a cada lado del campo. Todos los jugadores deben sujetar una escoba entre las piernas. Hay tres tipos diferentes de balones en juego, sumando un total de cuatro: un balón de vóleibol y tres balóones de dodgeball. El último elemento sería el flag a capturar por los buscadores.

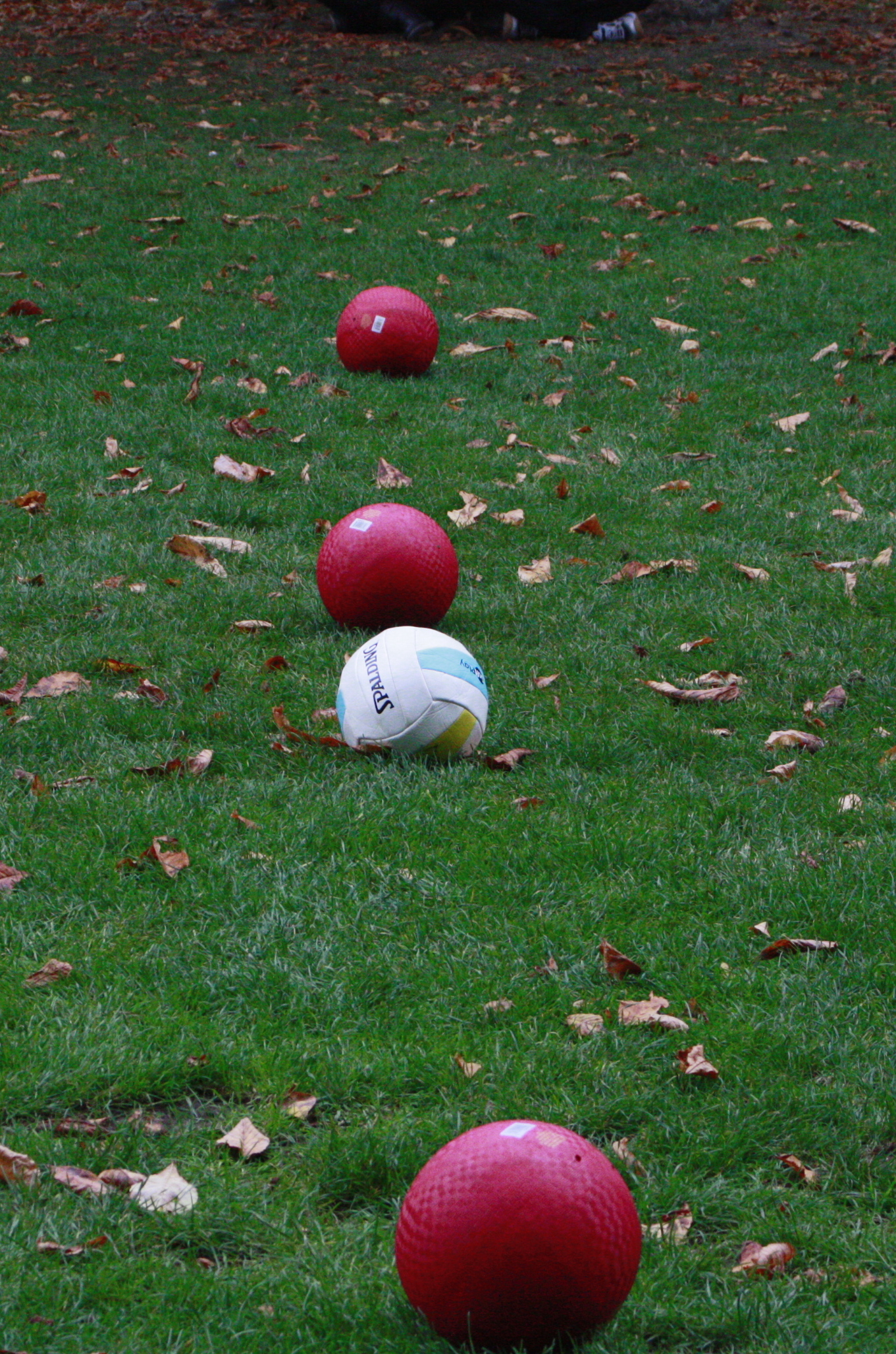
1 balón de vóleibol y 3 balones de dodgeball alineados para el "brooms up" antes de empezar un partido en el procedimiento de inicio antiguo.

### Escoba
Probablemente la pieza de equipamiento más curiosa del quádbol, la escoba hace de función de ser un “handicap”, una dificultad, al igual que en el baloncesto se debe botar la pelota para avanzar o usar solo los pies en el fútbol. El jugador debe permanecer montado en su escoba en todo momento durante el partido, a no ser que haya sido eliminado por un balón de dodgeball. En ese caso, debe volver a los aros para volver a montarse y volver así al juego. Estar montado en la escoba significa sujetarla entre las piernas y que no esté completamente en el suelo. Se puede aguantar tanto con las manos como con las piernas, siempre que no se utilice ayuda externa.
Las escobas deben tener un metro de longitud y estar fabricadas con PVC.

### Aros
A cada lado del campo se encuentran 3 aros de diferentes alturas, 1m, 1’4m y 2m, con un espacio entre ellos de aproximadamente dos escobas, 2’34 m. Los cazadores y guardianes pueden anotar lanzando el balón de voleibol a través de cualquiera de ellos, tanto por delante como por detrás, sumando 10 puntos por anotación. Cualquier jugador “noqueado” por desmontarse de la escoba o por ser golpeado por un balón de dodgeball, debe tocar con la mano (no la escoba) cualquiera de los aros antes de poder participar de nuevo en el juego.

### Balón de vóleibol
El balón de vóleibol debe estar ligeramente deshinchado y solo puede ser llevado por los cazadores y los guardianes. Usado para anotar, puede ser lanzada a los aros por cualquiera de su dos lados. Independientemente de quien lance el balón, si el juego está activo, se anota un gol en contra de los defensores del aro, existiendo los goles en propia puerta. Un gol equivale a 10 puntos. Una vez se ha anotado un gol, el juego se vuelve a poner en marcha con el guardián del equipo que ha recibido el gol.

### Balón de dodgeball
El balón de dodgeball debe estar ligeramente deshinchado y solo puede ser llevada por los golpeadores. Hay cuatro golpeadores en el campo, pero solo tres balones de dodgeball. Los balones de dodgeball son usados para golpear a cualquier jugador en el campo. Cuando el lanzamiento impacta en un jugador contrario, el jugador es "noqueado". Esto significa que deben desmontarse de su escoba, dejar caer cualquier balón que tuvieran y volver a tocar alguno de sus aros antes de volver a participar. No hay fuego amigo, por lo que un balón de dodgeball lanzada por un golpeador del mismo equipo no aplica el efecto noqueado a sus compañeros.

### Flag
El flag es una pelota de tenis metida en un calcetín. El calcetín se ata en la parte posterior de la cintura del corredor del flag, como si fuera una cola. El corredor del flag puede hacer lo que crea conveniente para impedir que los buscadores atrapen el flag. Solo los buscadores pueden intentar capturarla y no pueden hacer ejercer fuerza sobre el corredor del flag. Cuando el flag es atrapado, se otorgan 30 puntos al equipo que la ha capturado y se finaliza el partido, si este equipo está por delante en el marcador.

## Reglas
La IQA (Asociación Internacional de Quádbol) ha ido publicando diferentes y actualizadas versiones de las reglas del juego, siendo la más actual la edición 2022-2023.

### Juego
Cada partido empieza con seis jugadores titulares de cada equipo (el ausente es el buscador) alineados en la banda contraria a donde esté la mesa de árbitros en su lado de campo, dejando a un jugador propio en el campo del rival, con las escobas en el suelo. Los balones se colocan del siguiente modo: El balón de vóleibol se coloca en el centro del campo, un balón de dodgeball a medio camino entre el balón de vóleibol y la línea de banda. Se designa un corredor de balón vóleibol y un corredor de balón de dodgeball. Los corredores del balón de dodgeball se colocan sobre la línea de banda a una distancia máxima de la línea de medio campo y los corredores del vóleibol se colocan sobre el balón de dodgeball. Estos corredores son los únicos que pueden tocar los balones del medio al principio del partido. Los otros dos balones de dodgeball se colocan en el centro de las dos áreas de guardián. El árbitro principal, tras comprobar que ambos equipos y el cuerpo arbitral están preparados, grita la señal “Brooms up!”, que sirve de pitido inicial, y a la que los jugadores reaccionan para ir a buscar los balones de juego. El flag runner debe aparecer en el campo al minuto 19 de juego y los buscadores ingresan al juego en el minuto 19.
El estilo de juego es rápido, con rápidos cambios de posesión, ya que cada gol da el control del balón de vóleibol al equipo que lo ha recibido. Una vez se anota un gol, el balón de vóleibol debe ser entregada al guardián y la acción se reanuda. Los golpeadores no están sujetos a esta norma, y pueden usar cualquiera de los 3 balones de dodgeball del campo para golpear a cualquier persona que se encuentre en juego, salvo en los supuestos de inmunidad. Los partidos suelen durar entre 25 y 40 minutos, dependiendo de la habilidad y la resistencia de los buscadores y el flag runner.
Una vez se alcanza el minuto 19 de juego entra en el campo el flag runner, tras la cual salen al minuto 20 del juego los buscadores. El objetivo del buscador es obtener la pelota de tenis que lleva el flag runner colgando de la parte de atrás de sus pantalones, para lo cual se requiere una gran capacidad física, suma de destreza, agilidad y reflejos, ya que el contacto con la persona que porta el flag está ampliamente limitado.
El partido se termina después de que cualquiera de los buscadores logre una captura limpia del flag, y el equipo que la captura recibe 30 puntos. El ganador se determina por la suma total de puntos, no por quien atrapa el flag. En caso de empate o que el equipo que captura el flag vaya por detrás, se pasa al tiempo extra o prórroga. En este tiempo extra, el objetivo es llegar, mediante goles, al marcador objetivo. El marcador objetivo se determina sumando 30 puntos al marcador de quien vaya por delante en ese momento. El primer equipo en llegar a esa cifra gana.

### Faltas y jugadas ilegales
Hay un gran número de faltas y jugadas ilegales que un jugador puede cometer, recibiendo cada una de ellas una penalización distinta, desde una amonestación verbal a una tarjeta roja y su consecuente expulsión del partido.
Las reglas de contacto son directas y similares a otros deportes de contacto. Los placajes son legales por encima de las rodillas y por debajo de los hombros. Los jugadores solo pueden placar a rivales de su misma posición (contando los guardianes como cazadores) siempre que porten un balón en ese momento. El placaje por la espalda se permite en circunstancias marcadas.
Cuando se cometa una falta, el árbitro principal pitará dos veces seguidas para parar el juego. Con el juego parado, los jugadores deben dejar la escoba y cualquier balón que controlaran en el suelo para indicar su posición. A partir de ese momento, el árbitro comunicará su decisión a los jugadores implicados y, en su caso, a los capitanes y a la mesa.
Las amonestaciones más leves se representan mediante la tarjeta azul. Esta tarjeta produce la misma penalización que una tarjeta amarilla, pero a diferencia de esta última, no resulta acumulable para desembocar en una sanción de mayor gravedad, por lo que un jugador puede ver un número ilimitado de tarjetas azules durante un mismo partido, sin mayores consecuencias. La sanción es de un minuto en la zona de castigo o hasta que su equipo reciba un gol.
En el caso de una tarjeta amarilla, el jugador amonestado debe ir a la zona de penalización y esperar un minuto o hasta que el equipo contrario marque, lo que ocurra antes. Los jugadores no pueden realizar sustituciones con un jugador penalizado. Sin embargo, si el jugador amonestado es un guardián, debe intercambiar su posición con uno de los cazadores del campo, ya que un equipo debe tener obligatoriamente un guardián en el campo en todo momento.
En el caso de una falta de tarjeta roja, el jugador amonestado es sustituido por alguien de su equipo. El jugador que ha recibido la tarjeta es expulsado del partido y debe abandonar el área de juego. El sustituto debe servir un tiempo de penalización de dos minutos en la zona de castigo, sin que sea liberado en caso de encajar un gol. La tarjeta roja solo puede ser directa.
En el caso de recibir dos tarjetas amarillas, el jugador amonestado debe abandonar el campo y, como en el caso de la roja, un compañero del banquillo debe cumplir su penalización en la zona de castigo. En este caso, la penalización es como la de la tarjeta amarilla: Un minuto o hasta que su equipo reciba un gol.

### Campo
El campo de quádbol está delimitado con líneas o una serie de conos, formando un rectángulo de 60x33m alrededor del campo. No está permitido lanzar los balones fuera del campo, bajo penalización, ni está permitido jugar fuera del campo. 
En el borde del campo hay dos zonas de penalización, donde deben permanecer los jugadores que hayan cometido faltas que acarreen una amonestación, o sus sustitutos, en caso de lesión o expulsión..

### Oficiales
Cada partido oficial requiere varios árbitros, así como un corredor de flag oficial. Los árbitros son el árbitro principal, cuyo trabajo es controlar el campo y administrar las faltas y tarjetas a los jugadores amonestados, árbitros asistentes, encargados de ayudar al principal en la observación de jugadas ilegales, el árbitro de flag, que sigue al flag runner cuando entra al campo y decide si la captura fue limpia o no, y los árbitros de gol, que determinan si el balón de voleibol atraviesa alguno de los aros. Los árbitros asistentes son considerados muchas veces como los árbitros de los golpeadores, y su trabajo es indicar los "noqueados" cuando el balón de dodgeball golpea a un oponente, ayudando así a decidir si un gol fue anotado estando en "noqueado" y ayudar indicando acciones ilegales y advirtiendo a los jugadores. Los árbitros de snitch actúan como un árbitro asistente más cuando el corredor no está en el campo.
El corredor del flag, siendo un jugador neutral y árbitro asistente, tiene la labor de entrar al campo a partir del minuto 19, y a partir de la salida de los buscadores, en el minuto 20, evitar ser capturado durante el mayor tiempo posible, tratando de permanecer lo más cerca posible de la línea de centro del campo, para favorecer la igualdad y la neutralidad. Como no son de ninguno de los dos equipos y son considerados árbitros, también se encargan de ayudar a los árbitros a determinar si la captura fue limpia o no.

## La regla del género o del “máximo tres” y la comunidad
Desde su creación, el quádbol ha buscado igualdad en el campo en términos de género. Una de las obligaciones más importante es “un equipo puede tener máximo tres jugadores del mismo género dentro del campo, mientras no esté el flag runner en el campo” obligando así a que haya al menos tres jugadores (cuatro cuando entra el buscador) de un género distinto al mayoritario. El género con el que se identifique un jugador es el considerado para este límite, independientemente de aquel asignado al nacer. Con esta norma, el quádbol es uno de los deportes pioneros en cuanto a igualdad para las mujeres y la comunidad LGTBIQ+. En 2013, la IQA creó una rama llamada “Title 9 ¾”, que promociona de forma activa la defensa y la concienciación tanto de la igualdad de género como de su inclusividad.

## Competiciones
En el quádbol se disputan diferentes competiciones, desde campeonatos nacionales a internacionales por clubes y selecciones.
El asterisco (*) indica el equipo que capturó la flag.

### Nacionales
| Copa de España | Copa de España                                  | Copa de España                                  | Copa de España                                  | Copa de España                                  | Copa de España                                  | Copa de España                                  | Copa de España                                                        |
| Edición        | Campeón                                         | Resultado                                       | Subcampeón                                      | Tercero                                         | Resultado                                       | Cuarto                                          | Sede                                                                  |
| -------------- | ----------------------------------------------- | ----------------------------------------------- | ----------------------------------------------- | ----------------------------------------------- | ----------------------------------------------- | ----------------------------------------------- | --------------------------------------------------------------------- |
| 2016 (1)       | Madrid Wolves                                   | 14-7*                                           | Bizkaia Boggarts                                | Malaka Vikings                                  | 17*-4                                           | Gasteiz Gamusins                                | Campos de fútbol Casa Grande, Rivas-Vaciamadrid                       |
| 2016 (2)       | Lumos Compostela                                | 15*-7                                           | Bizkaia Boggarts                                | Madrid Wolves                                   | 15*-FF                                          | Pontevedra QC                                   | Campos de fútbol de Ronda, Ronda, Málaga                              |
| 2017           | Lumos Compostela                                | 13*-6                                           | Dementores                                      | Bizkaia Boggarts                                | 15*-FF                                          | Pontevedra QC                                   | Estadio A Ribela, Sarria, Lugo                                        |
| 2018           | Madrid Lynx                                     | 9*-8                                            | Dementores                                      | Malaka Vikings                                  | 17*-11                                          | Lumos Compostela                                | Instalaciones Deportivas San Miguel, Azuqueca de Henares, Guadalajara |
| 2019           | Dementores                                      | 23*-17                                          | Malaka Vikings                                  | Lumos Compostela                                | 15*-3                                           | Gasteiz Gamusins                                | La Vitoriana, Vitoria                                                 |
| 2020           | No se disputó debido a la Pandemia de COVID-19. | No se disputó debido a la Pandemia de COVID-19. | No se disputó debido a la Pandemia de COVID-19. | No se disputó debido a la Pandemia de COVID-19. | No se disputó debido a la Pandemia de COVID-19. | No se disputó debido a la Pandemia de COVID-19. | No se disputó debido a la Pandemia de COVID-19.                       |
| 2021           | Malaka Vikings                                  | 8*-7                                            | Dementores                                      | Lumos Compostela                                | 16*-8                                           | Madrid Lynx                                     | Campo de fútbol Pabellón Sur, Lepe, Huelva                            |
| 2022           | Dementores                                      | 13*-2                                           | Malaka Vikings                                  | Madrid Lynx                                     | 11*-6                                           | Sevilla Warriors                                | Cerro del Telégrafo, Rivas-Vaciamadrid                                |
| 2024           | Malaka Vikings                                  | 14*-10                                          | Dementores                                      | Madrid Lynx                                     | 10-6*                                           | Sevilla Warriors                                | La Vitoriana, Vitoria                                                 |
| 2025           | Sevilla Warriors                                | 12*-9                                           | Dementores                                      | Malaka Vikings                                  | 15*-FF                                          | Madrid Lynx                                     | San Jerónimo, Sevilla                                                 |

### Internacionales por clubes
| Copa de Europa | Copa de Europa                                  | Copa de Europa                                  | Copa de Europa                                  | Copa de Europa                                  | Copa de Europa                                  | Copa de Europa                                  | Copa de Europa                                  |
| Edición        | Campeón                                         | Resultado                                       | Subcampeón                                      | Tercero                                         | Resultado                                       | Cuarto                                          | Sede                                            |
| -------------- | ----------------------------------------------- | ----------------------------------------------- | ----------------------------------------------- | ----------------------------------------------- | ----------------------------------------------- | ----------------------------------------------- | ----------------------------------------------- |
| 2012           | Paris Phénix                                    | Formato liga                                    | Paris Frog                                      | Milano Meneghins                                | Formato liga                                    | Anthéna Lesparre                                | Lesparre-Medoc, Francia                         |
| 2014           | Oxford Radcliffe Chimeras                       | 10*-3                                           | Paris Phénix                                    | Brussels Qwaffles                               | 5*-2                                            | Lunatica                                        | Bruselas, Bélgica                               |
| 2015           | Titans Paris                                    | 15*-8                                           | Oxford Radcliffe Chimeras                       | Southampton & Nottingham Nightmares             | Southampton & Nottingham Nightmares             | No jugaron, comparten tercero.                  | Oxford, Reino Unido                             |
| 2016           | Titans Paris                                    | 12*-6                                           | Deurne Dodo                                     | Nottingham Nightmares & METU Unicorns           | Nottingham Nightmares & METU Unicorns           | No jugaron, comparten cuarto.                   | Gallipoli, Italia                               |
| 2017           | Antwerp                                         | 12*-11                                          | METU Unicorns                                   | Werewolves of London                            | 8*-6                                            | NTNUI Rumpeldunk                                | Malinas, Bélgica                                |
| 2018           | Titans Paris                                    | 13*-7                                           | Antwerp                                         | METU Unicorns                                   | 16**-14ºº                                       | Velociraptors                                   | Pfaffenhofen, Alemania                          |
| 2019           | Titans Paris                                    | 17*-9                                           | METU Unicorns                                   | Werewolves of London                            | 17*-8                                           | ODTÜ Hippogriffs                                | Harelbeke, Bélgica                              |
| 2020-2021      | No se disputó debido a la Pandemia de COVID-19. | No se disputó debido a la Pandemia de COVID-19. | No se disputó debido a la Pandemia de COVID-19. | No se disputó debido a la Pandemia de COVID-19. | No se disputó debido a la Pandemia de COVID-19. | No se disputó debido a la Pandemia de COVID-19. | No se disputó debido a la Pandemia de COVID-19. |
| 2022           | Werewolves of London                            | 10*-6                                           | DNA QC                                          | Titans Paris                                    | 14*-5                                           | Paris Frog                                      | Limerick, Irlanda                               |
| 2023           | Antwerp                                         | 13*-3                                           | Werewolves of London                            | Ruhr Phoenix                                    | 14*-7                                           | Braunschweig Broomicorns                        | Heidelberg, Alemania                            |
| 2024           | Antwerp                                         | 15*-3                                           | Ruhr Phoenix                                    | London QC                                       | 12*-10                                          | Titans Paris                                    | Salou, España                                   |
| 2025           | Antwerp                                         | 15-11*                                          | Ruhr Phoenix                                    | Broomicorns                                     | 22*-13                                          | Titans Paris                                    | Salou, España                                   |

| Copa de Europa (División 2) | Copa de Europa (División 2)                     | Copa de Europa (División 2)                     | Copa de Europa (División 2)                     | Copa de Europa (División 2)                     | Copa de Europa (División 2)                     | Copa de Europa (División 2)                     | Copa de Europa (División 2)                     |
| Edición                     | Campeón                                         | Resultado                                       | Subcampeón                                      | Tercero                                         | Resultado                                       | Cuarto                                          | Sede                                            |
| --------------------------- | ----------------------------------------------- | ----------------------------------------------- | ----------------------------------------------- | ----------------------------------------------- | ----------------------------------------------- | ----------------------------------------------- | ----------------------------------------------- |
| 2019                        | Berlin Bluecaps                                 | 12*-5                                           | Looping Lux Leipzig                             | Vienna Vanguards                                | 19ººº-18*ºº                                     | Augsburg Owls                                   | Varsovia, Polonia                               |
| 2020-2021                   | No se disputó debido a la Pandemia de COVID-19. | No se disputó debido a la Pandemia de COVID-19. | No se disputó debido a la Pandemia de COVID-19. | No se disputó debido a la Pandemia de COVID-19. | No se disputó debido a la Pandemia de COVID-19. | No se disputó debido a la Pandemia de COVID-19. | No se disputó debido a la Pandemia de COVID-19. |
| 2022                        | Dementores                                      | 20*-13                                          | Bielefelder Basilisken                          | Southsea Quadball                               | 12-9*                                           | Kraków Dragons                                  | Brescia, Italia                                 |
| 2023                        | Sevilla Warriors                                | 16*-9                                           | Münster Marauders                               | Vienna Vanguards                                | 11*-4                                           | Darmstadt Athenas                               | Golbey, Francia                                 |
| 2024                        | Münster Marauders                               | 14*-12                                          | Barcelona Eagles                                | Olympiens Paris                                 | 11*-4                                           | Cologne Cannons                                 | Salou, Cataluña                                 |
| 2025                        | Hacettepe Pegasus                               | 14-11*                                          | Augsburg Owls                                   | Bombarda Brixia                                 | 12*-10                                          | Werewolves of London 2nds                       | Salou, Cataluña                                 |

### Internacionales de selecciones
| Quadball Nations Cup (Para equipos de desarrollo) | Quadball Nations Cup (Para equipos de desarrollo) | Quadball Nations Cup (Para equipos de desarrollo) | Quadball Nations Cup (Para equipos de desarrollo) | Quadball Nations Cup (Para equipos de desarrollo) | Quadball Nations Cup (Para equipos de desarrollo) | Quadball Nations Cup (Para equipos de desarrollo) | Quadball Nations Cup (Para equipos de desarrollo) |
| Edición                                           | Campeón                                           | Resultado                                         | Subcampeón                                        | Tercero                                           | Resultado                                         | Cuarto                                            | Sede                                              |
| ------------------------------------------------- | ------------------------------------------------- | ------------------------------------------------- | ------------------------------------------------- | ------------------------------------------------- | ------------------------------------------------- | ------------------------------------------------- | ------------------------------------------------- |
| 2023                                              | España                                            | 12*-4                                             | Italia                                            | Turquía                                           | 17-14*                                            | Alemania                                          | Salou, Cataluña                                   |
| 2024                                              | Estados Unidos                                    | 17*-9                                             | Francia                                           | Equipo Mundo                                      | 12*-9                                             | Alemania                                          | Salou, Cataluña                                   |

| European Games | European Games | European Games | European Games | European Games | European Games | European Games | European Games      |
| Edición        | Campeón        | Resultado      | Subcampeón     | Tercero        | Resultado      | Cuarto         | Sede                |
| -------------- | -------------- | -------------- | -------------- | -------------- | -------------- | -------------- | ------------------- |
| 2015           | Francia        | 9*-5           | Reino Unido    | Noruega        | 15*-8          | Bélgica        | Sarteano, Italia    |
| 2017           | Reino Unido    | 9*-7           | Francia        | Noruega        | 14*-8          | Bélgica        | Oslo, Noruega       |
| 2019           | Francia        | 15*-12         | Bélgica        | Reino Unido    | 11*-9          | Alemania       | Bamberg, Alemania   |
| 2022           | Inglaterra     | 16*-14         | Alemania       | Australia      | 14-12*         | Noruega        | Limerick, Irlanda   |
| 2024           | Alemania       | 9*-4           | Inglaterra     | Bélgica        | 11*-5          | Francia        | Londres, Inglaterra |

| Mundial | Mundial        | Mundial   | Mundial        | Mundial     | Mundial   | Mundial        | Mundial                  |
| Edición | Campeón        | Resultado | Subcampeón     | Tercero     | Resultado | Cuarto         | Sede                     |
| ------- | -------------- | --------- | -------------- | ----------- | --------- | -------------- | ------------------------ |
| 2012    | Estados Unidos | 16*-0     | Francia        | Australia   | 6*-5      | Canadá         | Oxford, Reino Unido      |
| 2014    | Estados Unidos | 21*-0     | Australia      | Canadá      | 7*-4      | Reino Unido    | Burnaby, Canadá          |
| 2016    | Australia      | 15*-13    | Estados Unidos | Reino Unido | 19*-6     | Canadá         | Frankfurt, Alemania      |
| 2018    | Estados Unidos | 12*-7     | Bélgica        | Turquía     | 11*-6     | Reino Unido    | Florencia, Italia        |
| 2023    | Estados Unidos | 14*-5     | Alemania       | Bélgica     | 12*-6     | Inglaterra     | Richmond, Estados Unidos |
| 2025    | Bélgica        | 17*-9     | Alemania       | Australia   | 9*-8      | Estados Unidos | Tubize, Bélgica          |

## Por países

### Argentina
En Argentina, el quádbol está organizado por la AQArg (Asociación de Quidditch Argentina).

#### Equipos
- Qymeras Quidditch (Mar del Plata)
- Vikingos (Buenos Aires)
- Deathly Dragons (Rosario)
- Black Birds (Buenos Aires)

### Chile
En Chile, el quádbol está organizado por la Asociación Chilena de Quidditch.

#### Club
- Santiago Snidgets (San Joaquín).

### España
En España, el quádbol está organizado por la Asociación Quádbol España (AQE). En el territorio del estado Español también existen otras organizaciones de quádbol como son la Associació de Quadbol de Catalunya (AQC) que opera de forma autónoma al mismo nivel que España y la Asociación Euskadi Quadball que está integrada como región de la AQE.

#### Equipos
- Bizkaia Boggarts (Vizcaya)
- Dementores (La Coruña)
- Madrid Lynx (Madrid)
- Madrid Wolves (Madrid)
- Malaka Vikings (Málaga)
- Sevilla Warriors (Sevilla)

### Perú
En Perú, el quádbol está organizado por la Federación Deportiva Peruana de Quidditch (FDPQ).

#### Equipos
- Alchemist Dragons (Lima)
- Golden (Lima)
- Leones (Lima)
- Black Thestrals (Tacna)
- Quimeras Rojas (Tacna)
- Halcones Hiniesta (Junin)
- Wayayo (Junin)
- Slayers Phoenixes (Arequipa)
- Nundus (Arequipa)
- Dark Wyverns (Arequipa)
- Atalanta (Arequipa)
- Centauros (Lambayeque)
- Blueshards (Lima)